# سالن ورزشی شهید صمد اقدمی
سالن ورزشی شهید اقدمی، یک سالن چندکاره ورزشی واقع در شهر تبریز است. این سالن ورزشی یکی از زیرمجموعه‌های ورزشگاه تختی تبریز می‌باشد. در سال ۹۱ این سالن به خانه والیبال تبریز تبدیل شد.  این سالن چندین سال میزبان بازی های تیم والیبال شهرداری تبریز در سوپرلیگ والیبال بود که بعدا بنا به دلایلی این تیم منحل شد. پس از انحلال تیم والیبال شهرداری، سالن شهید اقدمی از آن شور و هیجان همیشگی خود افتاد و سالن همیشه مملو از تماشاگر تبریز به مکانی سوت و کور تبدیل شد.